# Централь (гостиница, Владивосток)
«Централь» — здание бывшей гостиницы, памятник градостроительства и архитектуры во Владивостоке. 
Историческое здание гостиницы по адресу Светланская улица, 11, построенное в 1906—1907 годах архитектором Владимиром Гольденштедтом, является объектом культурного наследия Российской Федерации.

## История

### Дореволюционный период
Здание гостиницы построено известным владивостокским предпринимателем — купцом второй гильдии Карлом Георгиевичем Гольденштедтом для размещения в нём магазинов и гостиницы. Гольденштедт — один из пионеров освоения Дальнего Востока, немец по происхождению. Имевший агрономическое образование, он по контракту поступил на русскую службу и в марте 1868 года был направлен из Петербурга в Восточно-Сибирское генерал-губернаторство. В том же году в качестве чиновника особых поручений при генерал-губернаторе, прибыл в Приморскую область и обосновался во Владивостоке, из которого регулярно путешествовал в различные места Южно-Уссурийского края, исследуя местную флору и фауну, создавая казённые сады по собственной инициативе, первым в крае начал на научной основе культивировать местные дикие растения.
Оставив службу, Гольденштедт с 1876 года числился временным владивостокским купцом 2-й гильдии и занимался торговлей сельскохозяйственной продукцией, был одним из директоров Владивостокского комитета попечительства о тюрьмах общества, руководил работами по созданию сквера вокруг памятника адмиралу Г. И. Невельскому, адмиральского сада и городского сада. Имел недвижимость на полуострове Де-Фриза и во Владивостоке. В начале 70-х годов XIX века территорию от Тигровой сопки до Семёновского взвоза и от Алеутской до залива Золотой Рог купили приехавшие из Китая во Владивосток американцы Генри и Мэри Купер. Только узкая полоска по улице Алеутской была куплена Джеймсом Де-Фризом. В 1887 году Де-Фриз покинул Владивосток и землю в складчину приобрели китаец Ча и известный дальневосточный предприниматель Карл Гольденштедт. Это был участок № 47 в Первой городской части города, входивший в состав 6-го квартала, расположенного между улицами Светланской, Алеутской, Пекинской (Адмирала Фокина) и Корейской (Пограничной). Между 1891 и 1892 годами на этом участке был выстроен кирпичный жилой дом, в 1894 году дом был расширен и перестроен в двухэтажный.  
После поражения Российской империи в русско-японской войне Владивосток стал единственным портом страны на Дальнем Востоке, имеющим развитую инфраструктуру и соединённым с европейской частью железной дорогой. Передислокация войск привела к тяжелому жилищному кризису в городе. В связи с этим, Гольденштедт летом 1906 года заложил на углу Светланской и Алеутской улиц новую гостиницу, стараясь максимально использовать каждый метр участка. Из-за этого, въезд во двор здания осуществлялся через соседний участок Купера. Разработал проект здания и руководил строительством Владимир Карлович Гольденштедт — приёмный сын Карла Георгиевича, окончивший Институт гражданских инженеров Императора Николая I, после чего вернувшийся во Владивосток, заняв должность младшего архитектора строительного отделения Приморского областного правления. Проект гостиницы стал его первой большой работой в качестве архитектора. 

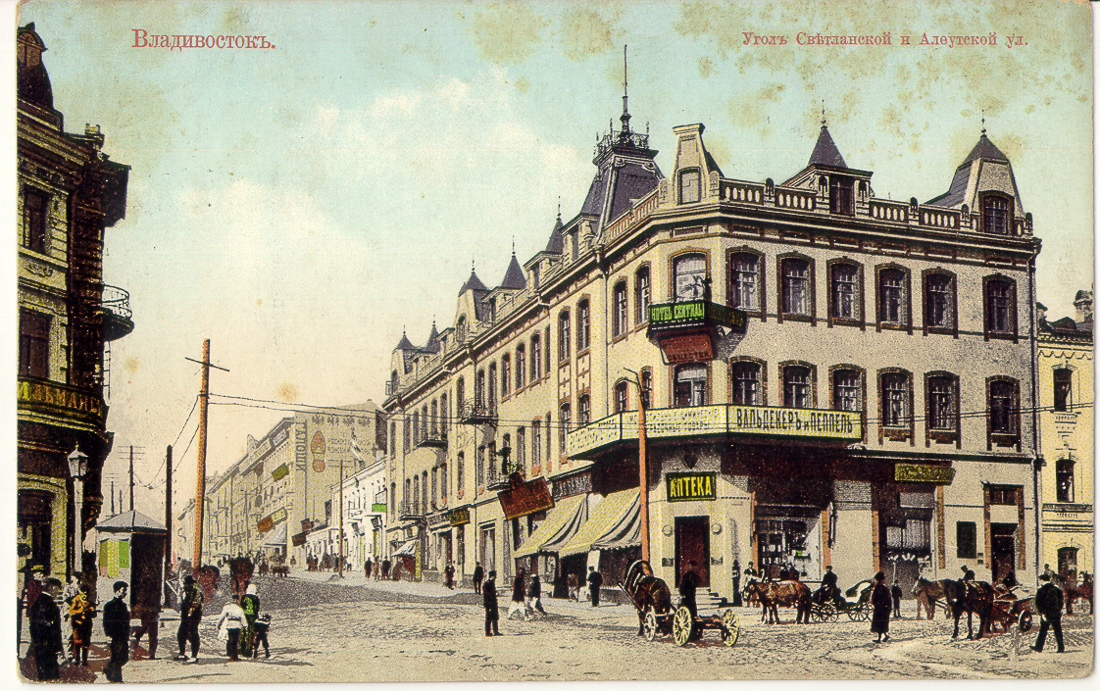
Здание на открытке 1900-х годов.

В декабре 1907 года новый отель, получивший название «Централь», был открыт. Принадлежащая Гольденштедту часть 47-го участка получила адрес: улица Светланская, 13. Гостиничные номера размещались во втором и третьем этажах, первый этаж с подвалом был отдан под торговые помещения, сдававшиеся в наём. Благодаря удачному размещению в центре города, гостиница с магазинами стала очень успешной. Выполненная в стиле рационального модерна и напоминавшая здание московского универсального магазина Торгового дома «Мюр и Мерелиз» (ныне ЦУМ), гостиница произвела сильное впечатление в своё время. В июне 1907 года газета «Дальний Восток» писала: «На углу Светланской и Алеутской сооружается новое большое здание, в верхних этажах которого будет помещаться отель „Националь“ с обстановкой, затмевающей все существующие отели». 
Отапливала здание собственная котельная. Электрическую энергию, первоначально, гостиница получала, как и соседние здания, вероятно от электростанции Торгового Дома «Кунст и Альберс». Водоснабжение обеспечивал железнодорожный водопровод, введённый в строй в 1907 году, излишки воды из которого продавались городу и крупным домовладельцам. В течение первых пяти лет снабжённое внутренней канализацией здание не могло удалять нечистоты из-за отсутствия наружной канализационной сети. Отходы скапливались в специальной бетонированной выгребной яме и вывозились ассенизационным обозом. В 1912 году, при строительстве нового здания областного правления на противоположном углу Светланской и Алеутской улиц, была проложена канализация. В том же году вступила в строй городская электростанция и отель был подключён к сети.
Карл Георгиевич Гольденштедт умер 10 января 1910 года, всё его имущество перешло к жене и детям. В годы гражданской войны, и второго квартирного кризиса, «Централь» также был переполнен постояльцами, но общая экономическая ситуация позволяла отелю лишь «выживать».

### Советский период
23 апреля 1923 года постановлением президиума Губисполкома была образована комиссия по проведению муниципализации, и здание гостиницы было передано в ведение Отдела коммунального хозяйства (Комхоза). В том же году была проведена инвентаризация домовладений с присвоением новых адресов: адрес Светланская, 13 сменился на Светланскую, 11.
Своё название гостиница сохраняла до 1956 года, когда была реорганизована и отдана под филиал гостиницы «Золотой Рог». Первый этаж, как и ранее, использовался под торговые цели. В середине 1930-х годов он был передан Главному управлению торговли Тихоокеанского флота под универмаг. Первоначальный облик здания был нарушен: в годы борьбы с излишествами в архитектуре, был разобран мансардный этаж и уничтожены все его детали.        

### Современный период
В 1994 году здание приватизировало акционерное общество «Межотраслевое объединение коммунального хозяйства». В 1995 — 1996 годы на средства общества были проведены ремонтно-реставрационные работы, восстановлены утраченные элементы фасадов в соответствии с оригиналом, а бывшие гостиничные номере переоборудованы под офисы. 
Постановлениями Думы Приморского края от 27.03.1996 г. № 314 и от 19.11.1997 г. № 741 гостиница «Централь» была взята под государственную охрану как объект культурного наследия регионального значения.
В 2014 году началась реконструкция здания, в ходе которой было полностью уничтожены внутренняя планировка и интерьеры здания. Начальник отдела по государственной охране и сохранению памятников культурного наследия регионального значения Игорь Панов говорил: «На объекте проведена проверка, выявлены нарушения. Документы переданы в Инспекцию регионального строительного надзора. В адрес нарушителя составлено предписание запретить любые виды работ». Реконструкция завершилась в 2018 году, от здания «по сути, остался только фасад». Заказчиком перестройки было ООО «Юнион», учредителями которого являлись Татьяна Ахоян, супруга депутата Законодательного собрания Приморского края Галуста Ахояна, и Лариса Белоброва, жена Сергея Дарькина. Проект реконструкции первоначально не прошёл государственную экспертизу, однако работы продолжались, вопреки предписанию КГАУ «Государственная экспертиза проектной документации и результатов инженерных изысканий Приморского края» остановить реконструкцию. На компанию-исполнителя был наложен административный штраф в 50 тыс. рублей. Работы были приостановлены, но снова начались в 2016 году, хотя у подрядчика на тот момент истёк срок лицензии на работу с историческими объектами. Тем не менее, были получены разрешения государственной экспертизы и разрешение на строительство.

## Архитектура
Здание, выполненное в стиле рационального модерна, представляет собой трёхэтажный кирпичный объём. Белые оштукатуренные стены разделены декором красного цвета. Следуя приёмам классицизма, архитектор сделал первый этаж здания более статичным, он выглядит массивным и высоким по сравнению со вторым и третьим, кажущимися более лёгкими, вследствие ритмических рядов окон, чередующихся с балконными дверьми. Завершение гостиницы исполнено в виде рядов остроугольных башенок, увенчанных острыми металлическими шпилями. В пластическом решении фасадов отсутствуют раскреповка и барельефы, а образная выразительность достигнута за счёт контрастного цветового решения и строгой графичности форм. В здании акцентированы входы посредством выдвинутых с общей линии объёмов-башенок. Ризалит главного входа отличается массивностью и имеет трапециевидное завершение. 
Искусствовед А. П. Иванова сравнивала здание с торговым домом «Мюр и Мерилиз» в Москве (1907, арх. Р. И. Клейн), находя в архитектуре отеля черты дальневосточной неоготики. Условно готический силуэт зданию предавали семь острых пирамидальных башенок со шпилями, венчающих мансардные окна, трапециевидный шатёр, акцентирующий главный вход и другие элементы декора.                        
Внутренняя планировка и интерьеры уничтожены в ходе реконструкции 2014 — 2018 годов, выполненной генеральным подрядчиком ООО «СВК-Транс». 